# Rouen-Les-Essarts
Rouen-Les-Essarts es un circuito de carreras semipermanente situado en Grand-Couronne y Orival, distrito de Ruan, Francia. Inaugurado en 1950, fue sede de cinco ediciones del Gran Premio de Francia de Fórmula 1 y las ediciones 1953 y 1965 del Gran Premio de Francia de Motociclismo, de carreras de la Fórmula 2 Europea en las décadas de 1970 y 1980, y de categorías francesas de automovilismo de velocidad tales como el Campeonato de Francia de Fórmula 3. Los Tour de Francia de 1954 y 1956 usaron el circuito para etapas contrarreloj.
Rouen-Les-Essarts era un trazado de 5.100 metros de extensión entre 1950 y 1954. En 1955 se lo cambió por un recorrido de 6.542 metros, y finalmente la construcción de la autopista A13 forzó a modificar nuevamente el circuito, ahora de 5.543 metros de extensión. Rouen-Les-Essarts se abandonó en 1993 por problemas de seguridad ante accidentes y costos de mantenimiento.

## Ganadores

### Fórmula 1
| Año  | Piloto             | Constructor    | Fecha       | Resultados |
| ---- | ------------------ | -------------- | ----------- | ---------- |
| 1952 | Alberto Ascari     | Ferrari        | 6 de julio  | Resultados |
| 1957 | Juan Manuel Fangio | Maserati       | 7 de julio  | Resultados |
| 1962 | Dan Gurney         | Porsche        | 8 de julio  | Resultados |
| 1964 | Dan Gurney         | Brabham-Climax | 28 de junio | Resultados |
| 1968 | Jacky Ickx         | Ferrari        | 7 de julio  | Resultados |